# フォーバルスカラシップ・ストラディヴァリウス・コンクール
フォーバルスカラシップ・ストラディヴァリウス・コンクール（Forval Scholarship Stradivarius Concours）は、フォーバルが主催していた音楽コンクール。若手ヴァイオリニストのための音楽コンクールであるため、参加資格は28歳以下となっていた。
優勝者には、アントニオ・ストラディバリ制作の「レインヴィル（1697年製）」が2年間無償で貸与されていた。2011年より、この楽器は壱番屋創業者の宗次徳二が代表を務めるNPO法人「イエローエンジェル」が所有し、第3回宗次エンジェルヴァイオリンコンクールの優勝者に貸与されている。

## 開催年と入賞者
- 1992年（第1回）　伊藤亮太郎（優勝）
- 1994年（第2回）　田中景子（優勝）、江口有香（第2位）、野口千代光（第3位）
- 1996年（第3回）　樫本大進（優勝）、中島慎子（第2位）、千葉純子・相曽賢一朗（第3位）、花田和加子（第5位）、植村菜穂（第6位）
- 1998年（第4回）　玉井菜採（優勝）、田野倉雅秋（第2位）、高木和弘・石橋幸子（第3位）、丹羽紗絵（第5位）、小笠原香織（第6位）
- 2000年（第5回）　中島慎子（優勝）、糸井真紀（第2位）、佐々木絵理子（第3位）、澤菜穂子（第4位）
- 2003年（第6回）　小野明子（優勝）、甲斐摩耶（第2位）、矢野玲子（第3位）、三上亮（第4位）、田野倉雅秋（第5位）、佐原敦子（第6位）
- 2005年（第7回）　瀬﨑明日香（優勝）、三上亮（第2位）、竹内愛（第3位）、4位該当者なし、岡部亜希子（第5位）、西川茉利奈（第6位）
- 2007年（第8回）　瀧村依里（優勝）、江島有希子（第2位）、青木恵音・木島絵里子（第3位）、青谷友香里（第5位）

## 審査員
- 三善晃（審査委員長）
- 金昌国
- 澤和樹
- 四方恭子
- 原田幸一郎
- 堀正文
- 安永徹